# Повернення Улісса на батьківщину
«Повернення Улісса на батьківщину» (італ. Il ritorno d'Ulisse in patria) — опера Клаудіо Монтеверді, написана в 1639-1640 роках, вперше поставлена 1641 року у Венеції.
Вважається, що в цій опері вперше задля комічного ефекту був використаний вокальний прийом виконання чіткими уривчастими тривалостями, при якому на кожний склад припадає по одній ноті.
Дія опери розгортається по закінчені Троянської війни. Пенелопа чекає на повернення коханого Одіссея (Улісса). Вона залишається вірною і відштовхує залицяння женихів. За сприяння богині Мінерви Улісс повертається під виглядом жебрака. Він виграє у своїх супротивників змагання стрільби з луку, однак Пенелопа довго не може впізнати коханого. І лише коли той в деталях описує її білизну, що не міг би зробити ніхто окрім Одіссея, Пенелопа впізнає його. Опера закінчується торжеством кохання («Sospirato mio sole! Rinnovata mia luce!»).